# Trets
 Trets  es una comuna y población de Francia, en la región de Provenza-Alpes-Costa Azul, departamento de Bocas del Ródano, en el distrito de Aix-en-Provence. Es la cabecera y mayor población del cantón homónimo.
Su población en el censo de 2007 era de 10.316 habitantes. La aglomeración urbana, que también incluye Peynier, alcanzaba los 12.093 habitantes.
Está integrada en la Communauté d’agglomération du Pays d’Aix-en-Provence .